# Quinzième circonscription de Paris de 1988 à 2012
Pour les articles homonymes, voir Quinzième circonscription de Paris de 1958 à 1986 et Quinzième circonscription de Paris depuis 2012.
La quinzième circonscription de Paris est l'une des 21 circonscriptions électorales françaises que compte le département de Paris (75) situé en région Île-de-France. D'après les chiffres de l'Institut National de la Statistique et des Études Économiques (INSEE) de 1999, la population de cette circonscription est estimée à 75 131 habitants.

## Délimitation de la circonscription
Entre 1988, année des premières élections après le rétablissement du scrutin uninominal majoritaire par circonscription, et le redécoupage des circonscriptions réalisé en 2010, la circonscription recouvre trois quartiers du 16e arrondissement : Porte-Dauphine, Chaillot et une partie de La Muette (au nord des voies : boulevard de Beauséjour, chaussée de la Muette, rue de Passy, rue de l'Annonciation, rue Raynouard, avenue du Parc-de-Passy, avenue Marcel-Proust, rue d'Ankara et avenue du Président-Kennedy).
Cette délimitation s'applique donc aux IXe, Xe, XIe, XIIe et XIIIe législatures de la Cinquième République française.
Cette quinzième circonscription de Paris correspond à l'adjonction de la totalité de la vingt et unième circonscription et d'une petite partie de la vingtième circonscription de la période 1958-1986.
En 2012, cette circonscription a été scindée en deux parties qui ont été intégrées aux nouvelles quatrième et quatorzième circonscriptions.

## Liste des députés

### Élection du 16 mars 1986 au scrutin proportionnel
En 1985, le président de la république François Mitterrand changea le mode de scrutin des députés en rétablissant le scrutin proportionnel. Le nombre de députés du département de Paris fut ramené de 31 à 21.
| Législature | Début de mandat | Fin de mandat | Député élu      |  | Parti politique | Observations                                                       |
| ----------- | --------------- | ------------- | --------------- |  | --------------- | ------------------------------------------------------------------ |
| VIIIe       | 2 avril 1986    | 14 mai 1988   | Gilbert Gantier |  | UDF (PR)        | mandat écourté à la suite d'une dissolution de François Mitterrand |

### Députés de 1988 à 2012
Après les élections du 16 mars 1986, le nouveau premier ministre Jacques Chirac rétablissait le scrutin majoritaire à deux tours. Le nombre de députés était maintenu à 21 et les circonscriptions électorales antérieures étaient donc ramenées de 31 à 21. Une petite partie de l'ancienne vingtième circonscription et la totalité de l'ancienne vingt et unième ont formé la nouvelle quinzième circonscription.
| Législature | Début de mandat | Fin de mandat  | Député élu      |  | Parti politique   | Observations                                                         |
| ----------- | --------------- | -------------- | --------------- |  | ----------------- | -------------------------------------------------------------------- |
| IXe         | 23 juin 1988    | 1er avril 1993 | Gilbert Gantier |  | UDF (PR)          |                                                                      |
| Xe          | 2 avril 1993    | 21 avril 1997  | Gilbert Gantier |  | UDF (PR)          | mandat écourté à la suite d'une dissolution de Jacques Chirac        |
| XIe         | 12 juin 1997    | 18 juin 2002   | Gilbert Gantier |  | UDF (PR) puis DL  |                                                                      |
| XIIe        | 19 juin 2002    | 29 avril 2004  | Gilbert Gantier |  | UDF               | démissionnaire                                                       |
| XIIe        | 28 juin 2004    | 25 juin 2007   | Bernard Debré   |  | UDF puis app. UMP | élu avec le soutien de Gilbert Gantier lors d'une élection partielle |
| XIIIe       | 26 juin 2007    | 19 juin 2012   | Bernard Debré   |  | UMP               |                                                                      |

## Résultats électoraux

### Élections législatives de 1988
|                                         | Gilbert Gantier sortant réélu | UDF (PR) (URC) | 22 099 | 75,64  |  |  |  |
|                                         | Pascal Buchet                 | PS             | 3 764  | 12,88  |  |  |  |
|                                         | Myriam Baeckeroot             | FN             | 2 929  | 10,02  |  |  |  |
|                                         | Francis Cremieux              | PCF            | 323    | 1,11   |  |  |  |
|                                         | Nicole Campion                | Divers         | 102    | 0,35   |  |  |  |
|                                         |                               |                |        |        |  |  |  |
| Inscrits                                | Inscrits                      | Inscrits       | 47 181 | 100,00 |  |  |  |
| Abstentions                             | Abstentions                   | Abstentions    | 17 760 | 37,64  |  |  |  |
| Votants                                 | Votants                       | Votants        | 29 421 | 62,36  |  |  |  |
| Blancs et nuls                          | Blancs et nuls                | Blancs et nuls | 204    | 0,69   |  |  |  |
| Exprimés                                | Exprimés                      | Exprimés       | 29 217 | 99,31  |  |  |  |
| Source : Le Monde des 7 et 14 juin 1988 |                               |                |        |        |  |  |  |

La suppléante de Gilbert Gantier était Marguerite Mercadé-Pilliet, adjointe spéciale au maire du 16ème arrondissement, responsable d'associations.

### Élections législatives de 1993
|                | Gilbert Gantier sortant réélu | UDF (PR)                   | 19 794 | 71,68  |  |  |  |
|                | Patrick Brocard               | FN                         | 3 008  | 10,89  |  |  |  |
|                | Danièle Pourtaud              | PS (ADFP)                  | 2 233  | 8,09   |  |  |  |
|                | Élisabeth Gombert             | GÉ (EÉ)                    | 1 481  | 5,36   |  |  |  |
|                | Bernard Diment                | PCF                        | 355    | 1,29   |  |  |  |
|                | Michèle Sherrer               | Divers écologiste (LT-LNÉ) | 205    | 0,74   |  |  |  |
|                | Christiane Malka              | Divers droite (MDR)        | 175    | 0,63   |  |  |  |
|                | Maurice Molina                | Divers droite              | 115    | 0,42   |  |  |  |
|                | Jacqueline Bleriot            | Divers                     | 115    | 0,42   |  |  |  |
|                | Michel Zannotti               | Divers gauche (Maj. prés.) | 76     | 0,28   |  |  |  |
|                | François Cloud                | Divers (PLN)               | 61     | 0,22   |  |  |  |
|                |                               |                            |        |        |  |  |  |
| Inscrits       | Inscrits                      | Inscrits                   | 42 162 | 100,00 |  |  |  |
| Abstentions    | Abstentions                   | Abstentions                | 13 983 | 33,16  |  |  |  |
| Votants        | Votants                       | Votants                    | 28 179 | 66,84  |  |  |  |
| Blancs et nuls | Blancs et nuls                | Blancs et nuls             | 564    | 2      |  |  |  |
| Exprimés       | Exprimés                      | Exprimés                   | 27 615 | 98     |  |  |  |

Le suppléant de Gilbert Gantier était Jean-Louis Giral, chef d'entreprise, conseiller de Paris, Président de la commission des finances du Conseil régional d'Île-de-France.

### Élections législatives de 1997
|                | Gilbert Gantier sortant réélu   | UDF (PR)                | 14 542 | 60,14  |  |  |  |
|                | Bariza Khiari                   | PS                      | 2 602  | 10,76  |  |  |  |
|                | Patrick Brocard                 | FN                      | 2 598  | 10,74  |  |  |  |
|                | Patrick Formey de Saint-Louvent | LDI (MPF)               | 1 306  | 5,40   |  |  |  |
|                | Jean-Christophe Mounicq         | Divers droite (PPL)     | 1 216  | 5,03   |  |  |  |
|                | Pascale Girard                  | Les Verts               | 375    | 1,55   |  |  |  |
|                | Isabelle Baudoin                | Divers écologiste (GÉ)  | 360    | 1,49   |  |  |  |
|                | Bernard Diment                  | PCF                     | 342    | 1,41   |  |  |  |
|                | Cathy Bouvet                    | Divers droite (MDR)     | 283    | 1,17   |  |  |  |
|                | Bernard Picot                   | Divers gauche (US4J)    | 283    | 1,17   |  |  |  |
|                | Ethery Pagava                   | Divers écologiste (MÉI) | 283    | 1,17   |  |  |  |
|                | Nicolas Risler                  | Divers écologiste       | 118    | 0,49   |  |  |  |
|                | François Cloud                  | Divers (PLN)            | 31     | 0,13   |  |  |  |
|                | Sylvie Fornasier                | Divers                  | 0      | 0,00   |  |  |  |
|                |                                 |                         |        |        |  |  |  |
| Inscrits       | Inscrits                        | Inscrits                | 41 449 | 100,00 |  |  |  |
| Abstentions    | Abstentions                     | Abstentions             | 16 658 | 40,19  |  |  |  |
| Votants        | Votants                         | Votants                 | 24 791 | 59,81  |  |  |  |
| Blancs et nuls | Blancs et nuls                  | Blancs et nuls          | 611    | 2,46   |  |  |  |
| Exprimés       | Exprimés                        | Exprimés                | 24 180 | 97,54  |  |  |  |

Le suppléant de Gilbert Gantier était Jean-Louis Giral.

### Élections législatives de 2002
| Candidat       | Candidat                      | Parti                      | Premier tour | Premier tour | Second tour | Second tour |  |
| Candidat       | Candidat                      | Parti                      | Voix         | %            | Voix        | %           |  |
| -------------- | ----------------------------- | -------------------------- | ------------ | ------------ | ----------- | ----------- |  |
|                | Laurent Dominati              | UMP                        | 8 193        | 32,38        | 9 007       | 46,91       |  |
|                | Gilbert Gantier sortant réélu | UDF                        | 7 574        | 29,93        | 10 195      | 53,09       |  |
|                | Bariza Khiari                 | PS                         | 2 344        | 9,26         |             |             |  |
|                | Farid Smahi                   | FN                         | 1 434        | 5,67         |             |             |  |
|                | David Alphand                 | Divers droite (Maj. prés.) | 1 356        | 5,36         |             |             |  |
|                | Pierre Gaboriau               | diss. UDF                  | 1 313        | 5,19         |             |             |  |
|                | Claude Fain                   | diss. UDF                  | 893          | 3,53         |             |             |  |
|                | Thomas Vandeville             | ÉD                         | 544          | 2,15         |             |             |  |
|                | Agnès Dubois                  | Les Verts                  | 337          | 1,33         |             |             |  |
|                | Christian Cabrol              | RPF                        | 226          | 0,89         |             |             |  |
|                | Patrick de Saint-Louvent      | MPF                        | 209          | 0,83         |             |             |  |
|                | Patrick Brocard               | MNR                        | 171          | 0,68         |             |             |  |
|                | Anne-Sophie Jacouty           | Pôle républicain           | 155          | 0,61         |             |             |  |
|                | Alexandre Moustardier         | Cap21                      | 149          | 0,59         |             |             |  |
|                | Stéphane Galardini            | Divers écologiste          | 94           | 0,37         |             |             |  |
|                | Jacqueline Laroche            | LO                         | 67           | 0,26         |             |             |  |
|                | Marie Souleau-Joffre          | CPNT                       | 58           | 0,23         |             |             |  |
|                | Claire Tabarly                | ND                         | 54           | 0,21         |             |             |  |
|                | Fabrice Torche                | Divers                     | 43           | 0,17         |             |             |  |
|                | Évelyne George                | MÉI                        | 32           | 0,13         |             |             |  |
|                | Autres candidats              | Divers                     | 58           | 0,23         |             |             |  |
|                |                               |                            |              |              |             |             |  |
| Inscrits       | Inscrits                      | Inscrits                   | 38 603       | 100,00       | 38 592      | 100,00      |  |
| Abstentions    | Abstentions                   | Abstentions                | 13 072       | 33,86        | 18 432      | 47,76       |  |
| Votants        | Votants                       | Votants                    | 25 531       | 66,14        | 20 160      | 52,24       |  |
| Blancs et nuls | Blancs et nuls                | Blancs et nuls             | 227          | 0,89         | 958         | 4,75        |  |
| Exprimés       | Exprimés                      | Exprimés                   | 25 304       | 99,11        | 19 202      | 95,25       |  |

Le suppléant de Gilbert Gantier était Marc Stehlin, avocat au barreau de Paris.

### Élections législatives partielles de 2004
| Candidat                          | Candidat          | Parti          | Premier tour | Premier tour | Second tour | Second tour |  |
| Candidat                          | Candidat          | Parti          | Voix         | %            | Voix        | %           |  |
| --------------------------------- | ----------------- | -------------- | ------------ | ------------ | ----------- | ----------- |  |
|                                   | Bernard Debré élu | UDF            | 7 044        | 58,99        | 6 432       | 100,00      |  |
|                                   | Laurent Dominati  | UMP            | 2 393        | 20,04        | Retrait     | Retrait     |  |
|                                   | Bariza Khiari     | PS             | 1 081        | 9,05         |             |             |  |
|                                   | Marc Stehlin      | diss. UDF      | 1 002        | 8,39         |             |             |  |
|                                   | Farid Smahi       | FN             | 421          | 3,53         |             |             |  |
|                                   |                   |                |              |              |             |             |  |
| Inscrits                          | Inscrits          | Inscrits       | 39 402       | 100,00       | 39 391      | 100,00      |  |
| Abstentions                       | Abstentions       | Abstentions    | 27 350       | 69,41        | 32 899      | 83,52       |  |
| Votants                           | Votants           | Votants        | 12 052       | 30,59        | 6 492       | 16,48       |  |
| Blancs et nuls                    | Blancs et nuls    | Blancs et nuls | 111          | 0,92         | 60          | 0,92        |  |
| Exprimés                          | Exprimés          | Exprimés       | 11 941       | 99,08        | 6 432       | 99,08       |  |
| Source : Ministère de l'Intérieur |                   |                |              |              |             |             |  |

### Élections législatives de 2007
|                | Bernard Debré sortant réélu | UMP            | 16 521 | 64,91  |  |  |  |
|                | Claude Fain                 | diss. UMP      | 2 998  | 11,78  |  |  |  |
|                | Valérie Sachs               | UDF–MoDem      | 1 834  | 7,21   |  |  |  |
|                | Ghislaine Salmat            | PS             | 1 755  | 6,9    |  |  |  |
|                | Jean Mairey                 | FN             | 678    | 2,66   |  |  |  |
|                | Jean-André Senailles        | MPF            | 346    | 1,36   |  |  |  |
|                | Nadine Herold               | AL             | 345    | 1,36   |  |  |  |
|                | Charlotte Nenner            | Les Verts      | 333    | 1,31   |  |  |  |
|                | Olivier Tirat               | NC             | 257    | 1,01   |  |  |  |
|                | Laura Boulassel             | GÉ             | 101    | 0,4    |  |  |  |
|                | Arlette Normand             | PCF            | 96     | 0,38   |  |  |  |
|                | Jeanne-Marie Moulin-Garidou | Divers         | 70     | 0,28   |  |  |  |
|                | Jacqueline Bredèche         | MNR            | 59     | 0,23   |  |  |  |
|                | Jacqueline Laroche          | LO             | 58     | 0,23   |  |  |  |
|                | Ricardo Arias Lemos         | Divers         | 0      | 0      |  |  |  |
|                |                             |                |        |        |  |  |  |
| Inscrits       | Inscrits                    | Inscrits       | 43 760 | 100,00 |  |  |  |
| Abstentions    | Abstentions                 | Abstentions    | 18 185 | 41,56  |  |  |  |
| Votants        | Votants                     | Votants        | 25 575 | 58,44  |  |  |  |
| Blancs et nuls | Blancs et nuls              | Blancs et nuls | 124    | 0,48   |  |  |  |
| Exprimés       | Exprimés                    | Exprimés       | 25 451 | 99,52  |  |  |  |